# Hermetia nana
Hermetia nana är en tvåvingeart som beskrevs av Lindner 1935. Hermetia nana ingår i släktet Hermetia och familjen vapenflugor. Inga underarter finns listade i Catalogue of Life.